# Morten Sæther

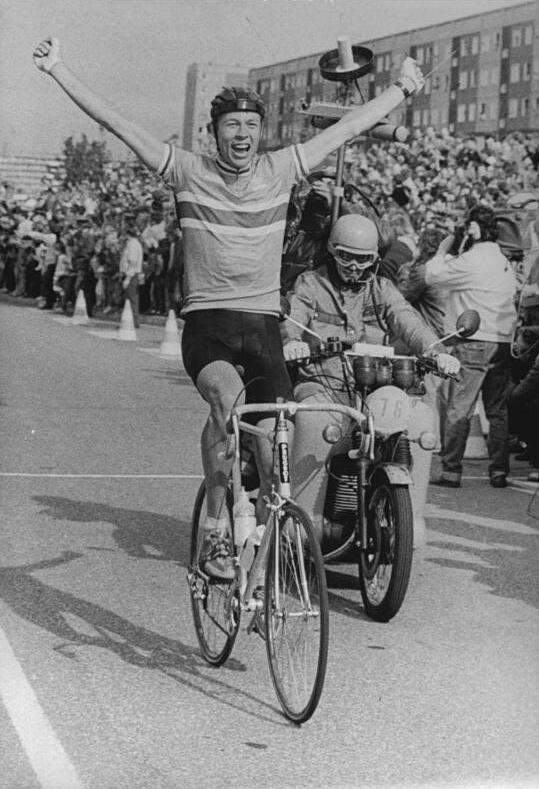
Sæther beim Sieg in der 3. Etappe der Friedensfahrt 1987

Morten Sæther (* 13. Mai 1959 in Lillehammer) ist ein ehemaliger norwegischer Straßenradrennfahrer und nationaler Meister im Radsport.
Der 13-fache norwegische Meister blieb während seiner Karriere stets Amateur, größter Erfolg war die Bronzemedaille im Straßenrennen der Amateure bei den UCI-Straßen-Weltmeisterschaften 1979. Seine nationalen Meisterschaften gewann er im Straßenrennen, im Mannschaftszeitfahren, in der Einerverfolgung und in der Mannschaftsverfolgung.
Beim olympischen Straßenrennen 1984 verlor er erst im Zielsprint gegen seinen Landsmann Dag Otto Lauritzen die Bronzemedaille.
Seine meisten Erfolge feierte Sæther bei skandinavischen Straßenrennen. So gewann er 1979 das Rennen Roserittet. Größere Erfolge außerhalb Norwegens waren neben seiner Bronzemedaille bei der WM 1979 ein zweiter Platz bei der Österreich-Rundfahrt 1980, der Sieg bei der Berliner Vier-Etappenfahrt 1983 sowie ein Etappensieg bei der Friedensfahrt 1987, bei der er im Gesamtklassement den sechsten Rang belegte.
Sæther war auch ein erfolgreicher Fahrer im 100-km-Mannschaftszeitfahren. In dieser Disziplin war er von 1978 bis 1983 fünf Mal in Folge sowie 1987 norwegischer Meister. Auch gehörte er dem norwegischen Vierer bei den Olympischen Spielen 1984 an, der den zehnten Platz belegte.
Den Kongepokal (Königspokal), der für die beste sportliche Leistung bei norwegischen Meisterschaften vergeben wird, erhielt er 1981 und 1983.